# エミレーツ・パレス

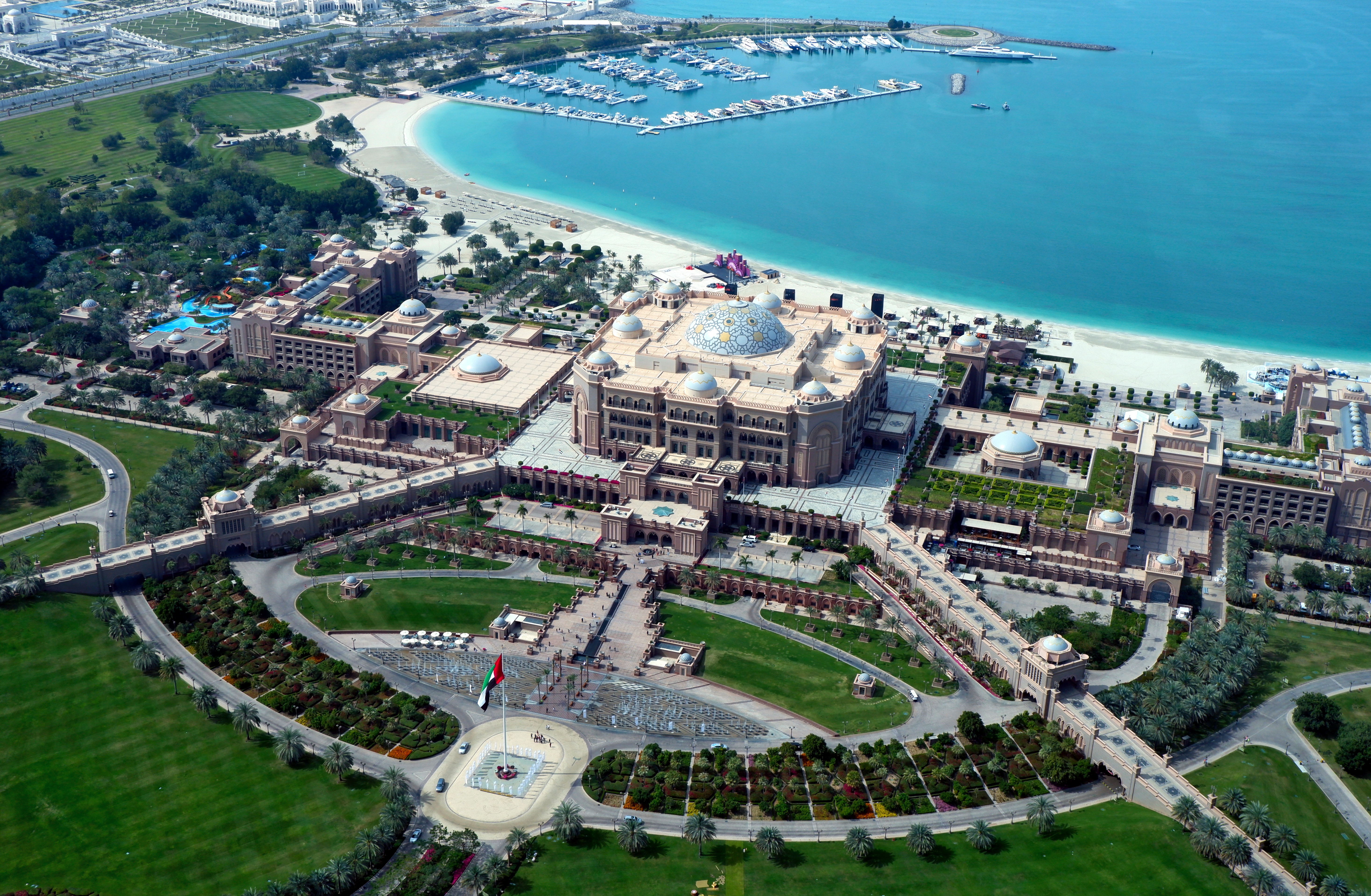
エミレーツ・パレス

エミレーツ・パレス（Emirates Palace）はアラブ首長国連邦の首都アブダビにある高級ホテル。自称では7つ星ホテルであるが、公式では5つ星となっている。

## 概要
エミレーツ・パレスはRIBA会員であり、Wimberly, Allison, Tong and Gooの上級副社長であるジョン・エリオットが設計。2005年3月に開業され、アブダビ首長国が所有していたが、2007年にケンピンスキー・グループが所有されることになる。85ヘクタールの庭園や高さ80m、114のドーム、394室の客室が備えられている。また1.3kmの巨大プライベートビーチもある。
その他、当施設では『ワイルド・スピード SKY MISSION』のロケ地として使用されていた。
なお、『セックス・アンド・ザ・シティ2』の舞台と語られることもあるが、撮影は実際にはモロッコ・マラケシュのマンダリンオリエンタルマラケシュで行われた。